# Sergio Peña Zelaya
Sergio Salvador Peña Zelaya (Tocoa, Departamento de Colón, Honduras, 9 de mayo de 1987) es un futbolista hondureño. Juega como mediocampista defensivo y su equipo actual es el Génesis de Comayagua de la Liga Nacional de Honduras.

## Trayectoria

### Real Sociedad
Sergio Peña militó desde el 2009 en el Real Sociedad y se convirtió en pieza clave para lograr el ascenso a la Liga Nacional de Honduras en 2012. Debutó con gol incluido en la liga nacional el 12 de agosto de 2012 durante la victoria de 2 a 1 sobre Atlético Choloma.
 Además, consiguió dos subcampeonatos en la liga nacional (Clausura 2013 y Apertura 2013). En este equipo fue compañero de su pariente Henry Clark.

### Indy Eleven
En julio de 2014 fue fichado a préstamo por el Indy Eleven de la North American Soccer League y con la gran posibilidad de saltar a la Major League Soccer en un futuro.
 Debutó con ese equipo el 19 de julio de 2014, en la derrota de local por 1-2 ante los Tampa Bay Rowdies.

### Motagua
El 27 de julio de 2018 se oficializó su fichaje por el Motagua.

## Selección nacional
Ha sido internacional con la Selección de fútbol de Honduras en dos ocasiones. El 16 de junio de 2017 fue convocado por Jorge Luis Pinto para la Copa de Oro 2017.

### Participaciones en Copa de Oro
| Copa             | Sede           | Resultado        | PJ | Goles |
| ---------------- | -------------- | ---------------- | -- | ----- |
| Copa de Oro 2017 | Estados Unidos | Cuartos de final | 2  | 0     |

## Clubes
| Club                 | País           | Año             |
| -------------------- | -------------- | --------------- |
| C. D. Real Sociedad  | Honduras       | 2009 - 2014     |
| Indy Eleven (cedido) | Estados Unidos | 2014 - 2015     |
| C. D. Real Sociedad  | Honduras       | 2016 - 2018     |
| F. C. Motagua        | Honduras       | 2018 - 2021     |
| C. D. S. Vida        | Honduras       | 2021 - 2022     |
| C.D Marathón         | Honduras       | 2022 - 2023     |
| C. D Génesis         | Honduras       | 2023 - Presente |

## Estadísticas
| Club                       | Temporada     | Liga  | Liga  | Copa Nacional | Copa Nacional | Copa Internacional | Copa Internacional | Total | Total |
| Club                       | Temporada     | Part. | Goles | Part.         | Goles         | Part.              | Goles              | Part. | Goles |
| -------------------------- | ------------- | ----- | ----- | ------------- | ------------- | ------------------ | ------------------ | ----- | ----- |
| Real Sociedad Honduras     | 2012/13       | 23    | 2     | -             | -             | -                  | -                  | 23    | 2     |
| Real Sociedad Honduras     | 2013/14       | 27    | 3     | -             | -             | -                  | -                  | 27    | 3     |
| Real Sociedad Honduras     | Total         | 50    | 5     | 0             | 0             | 0                  | 0                  | 50    | 5     |
| Indy Eleven Estados Unidos | 2014          | 15    | 0     | -             | -             | -                  | -                  | 15    | 0     |
| Indy Eleven Estados Unidos | 2015          | 12    | 2     | 0             | 0             | -                  | -                  | 12    | 2     |
| Indy Eleven Estados Unidos | Total         | 27    | 2     | 0             | 0             | 0                  | 0                  | 27    | 2     |
| Real Sociedad Honduras     | 2015/16       | 13    | 0     | -             | -             | -                  | -                  | 13    | 0     |
| Real Sociedad Honduras     | 2016/17       | 32    | 2     | -             | -             | -                  | -                  | 32    | 2     |
| Real Sociedad Honduras     | 2017/18       | 29    | 1     | -             | -             | -                  | -                  | 29    | 1     |
| Real Sociedad Honduras     | Total         | 74    | 3     | 0             | 0             | 0                  | 0                  | 74    | 3     |
| Motagua Honduras           | 2018/19       | 21    | 1     | -             | -             | 1                  | 0                  | 22    | 1     |
| Motagua Honduras           | 2019/20       | 25    | 2     | -             | -             | 4                  | 0                  | 29    | 2     |
| Motagua Honduras           | 2020/21       | 15    | 1     | -             | -             | 2                  | 0                  | 17    | 1     |
| Motagua Honduras           | Total         | 61    | 4     | 0             | 0             | 7                  | 0                  | 68    | 4     |
| Total carrera              | Total carrera | 212   | 14    | 0             | 0             | 7                  | 0                  | 219   | 14    |

## Palmarés

### Campeonatos nacionales
| Título                    | Club                | País     | Año  |
| ------------------------- | ------------------- | -------- | ---- |
| Torneo Clausura (Ascenso) | C. D. Real Sociedad | Honduras | 2012 |
| Liga de Ascenso           | C. D. Real Sociedad | Honduras | 2012 |
| Torneo Apertura           | F. C. Motagua       | Honduras | 2018 |
| Torneo Clausura           | F. C. Motagua       | Honduras | 2019 |